# C&A
C&A è una società di grande distribuzione olandese con sedi a Vilvoorde, Belgio e Düsseldorf, Germania. Fu fondata nel 1841 da Clemens e August Brenninkmeijer.